# イジー・メンツェル
イジー・メンツェル（Jiří Menzel, 1938年2月23日 - 2020年9月5日）は、チェコのプラハ出身の映画監督・脚本家・演出家・俳優。チェコ・ヌーヴェルヴァーグの一員。「イジー・メンツル」とも表記される。

## 略歴
1967年、ボフミル・フラバル原作の『厳重に監視された列車』がアカデミー外国語映画賞を受賞。
1986年、『スイート・スイート・ビレッジ』においてアカデミー外国語映画賞ノミネート。
1969年に制作された『つながれたヒバリ』は公開禁止となったが、共産主義体制が崩壊した後1990年ついに公開され、ベルリン国際映画祭で金熊賞を受賞している。
メンツェルの映画作品はしばしばゆたかな諷刺でヒューマニスティックな世界観を見せる。ボフミル・フラバル、ヴラヂスラフ・ヴァンチュラらチェコ作家の作品を数多く映画化している。俳優としても出演作が多い。

## 主な監督作品
- Umřel nám pan Foerster (1963)
- Perličky na dně (1965)
- Zločin v dívčí škole (1965)
- 厳重に監視された列車 Ostře sledované vlaky (1967)
- Zločin v šantánu (1968)
- Rozmarné léto (1968)
- つながれたヒバリ Skřivánci na niti (1969)
- Kdo hledá zlaté dno (1974)
- Na samotě u lesa (1976)
- Báječní muži s klikou (1978)
- Postřižiny (1980)
- Slavnosti sněženek (1983)
- スイート・スイート・ビレッジ Vesničko má středisková (1985)
- Konec starých časů (1989)
- Žebrácká opera (1991)
- Život a neobyčejná dobrodružství vojáka Ivana Čonkina (1994)
- 老優の一瞬 One Moment (2002)
『10ミニッツ・オールダー イデアの森』 Ten Minutes Older: The Cello の中の一編
- 英国王給仕人に乾杯! Obsluhoval jsem anglického krále (2007)